# Otto Luening
Otto Luening   (Milwaukee, 15 de juny de 1900 - Manhattan, 2 de setembre de 1996) va ser un compositor i director d'orquestra alemany-estatunidenc i primer pioner de la música en cinta i la música electrònica.
Luening va néixer a Milwaukee, Wisconsin, de pares alemanys, Eugene, director i compositor, i Emma (nascuda Jacobs), cantant aficionada. Quan tenia 12 anys, la seva família es va traslladar a Múnic, on va estudiar música a l'Acadèmia Estatal de Música. Als 17 anys es va traslladar a Suïssa i va assistir al Conservatori Municipal de Música de Zuric i a la Universitat de Zuric, on va estudiar amb Ferruccio Busoni i Philipp Jarnach, i també va ser actor i director d'escena de "James Joyce's English Players Company". Va tornar als Estats Units el 1924 i va aparèixer principalment com a director d'òperes a Chicago i a "l'Eastman School of Music".
Les seves estrenes inclouen la realització de Virgil Thomson The Mother of Us All, Gian Carlo Menotti The Medium i la seva pròpia Evangeline.
La 'Tape Music' de Luening, inclosa A Poem in Cycles & Bells, Gàrgoles per a violí i so sintetitzat i Sounds of New Music, va demostrar el potencial inicial dels sintetitzadors i tècniques d'edició especials per a la música electrònica. Un concert del 28 d'octubre de 1952 amb Vladimir Ussachevsky al "Museum of Modern Art de Nova York" va introduir Fantasy in Space, enregistraments de flauta manipulats en cinta magnètica i va donar lloc a The Today Show amb Dave Garroway. Luening va ser cofundador, juntament amb Ussachevsky, del "Columbia-Princeton Electronic Music Center" el 1958. També va cofundar "Composers Recordings, Inc". el 1954, amb Douglas Moore i Oliver Daniel.
Va morir a la ciutat de Nova York el 1996. Entre els seus estudiants destacats hi ha Chou Wen-chung, Charles Wuorinen, Joan Tower, John Corigliano, Wendy Carlos, Harvey Sollberger, Faye-Ellen Silverman, Dave Soldier, Sol Berkowitz, Elliott Schwartz, Bernard Garfield, Norma Wendelburg i Karl Korte.

## Vida personal
Es va casar amb Ethel Codd el 19 d'abril de 1927 i es va divorciar el 1959. Es va casar en segones núpcies amb Catherine Brunson, professora de música, el 5 de setembre de 1959, i va estar amb ella fins a la seva mort.

## Obres
Luening va posar música a les paraules d'Oscar Wilde, Emily Dickinson, Lord Byron, Walt Whitman, William Blake, Percy Bysshe Shelley, Sharpe, Naidu, Hermann Hesse i Johann Wolfgang von Goethe. Una selecció de les gravades inclouen "She walk in Beauty", "Farm Picture", "Little Vagabond", "Young Love", "Wake the serpent not", "Requiescat", "Venilia", "Locations and Times", "Noon Silence", " Visor'd", "Infant Joy", "Good-night", "I faint, I perish", "Transienc", "At Christmas time/In Weihnachtszeiten", "Ach! Wer bringt die schönen Tage", Cançons d'Emily Dickinson, "Love's Secret", "Harp the Monarch Minstrel sweep" i un cicle de Joyce.